# Mike Santorelli
Michael Santorelli, detto Mike (Vancouver, 14 dicembre 1985), è un allenatore di hockey su ghiaccio ed ex hockeista su ghiaccio canadese naturalizzato italiano, di ruolo centro..

## Carriera

### Giocatore
Fratello maggiore di Mark Santorelli, anch'egli hockeista, ha raccolto 410 presenze in NHL con le maglie di Nashville Predators, Florida Panthers, Winnipeg Jets, Vancouver Canucks, Toronto Maple Leafs e Anaheim Ducks.
Conta anche due brevi esperienze in campionati europei: nel corso del lockdown della stagione 2012-2013 ha giocato alcuni incontri con il Tingsryds AIF nella seconda serie svedese, mentre ha chiuso la carriera dopo aver disputato 6 partite con il Genève-Servette Hockey Club, nell'ottobre 2016, a causa di un infortunio.

### Allenatore
Nel 2019 è stato chiamato ad allenare la squadra giovanile dei Burnaby Winter Club Prep, chiamando il fratello Mark a fargli da secondo.